# Holly Harwood
Holly Harwood is een personage uit de Amerikaanse soapserie Dallas. De rol werd vertolkt door actrice Lois Chiles. Het personage werd geïntroduceerd in de eerste aflevering van het zesde seizoen, waarin ze een grote rol vertolkte. In het zevende seizoen verscheen ze nog in drie afleveringen.

## Personagebeschrijving
Holly Harwood is een knappe vrouw die net het bedrijf Harwood Oil geërfd heeft van haar vader. Zelf weet ze niet veel van olie af en roept de hulp in van de ervaren zakenman J.R. Ewing. Hij wil haar helpen op voorwaarde dat niemand weet dat hij verbonden is met Harwood Oil. Hij wil de vrije hand en 25% van het bedrijf. Holly staat hier sceptisch tegenover waarop J.R. zegt dat hij een uitstekend zakenman is en dat hij zeker zijn best zal doen, zonder hem heeft ze 100% van niets en met hem 75% van een groot bedrijf. Holly ontvangt J.R. voor besprekingen aanvankelijk op een jacht en meestal in zwemkledij. J.R. probeert haar te verleiden, maar zij zegt hem dat als ze seks wou hebben ze zijn broer Bobby wel aangenomen zou hebben. J.R. adviseert om een raffinaderij te kopen. Holly weet niet of dit een goed idee is en gaat te rade bij Bobby, waar ze een oogje op heeft. Door zijn mening besluit ze om de raffinaderij te kopen. Holly maakt nu avances bij J.R., maar die zegt er niet op in te gaan door zijn nakende huwelijk met Sue Ellen.
Gaandeweg beseft Holly dat J.R. geen eerlijke zakenman is en besluit om Bobby in te lichten, bij haar thuis in bikini zoals Holly het liefst rondloopt. Bobby gaat echter nooit op haar avances in. J.R. heeft de raffinaderij van Holly nodig om olie te raffineren tot benzine, maar Holly heeft contracten lopen met het leger. J.R. beveelt haar om die te verbreken. Hij zegt dat hij een aantal constructies opgezet heeft waardoor Harwood Oil in elkaar kan storten als een kaartenhuis als ze niet doet wat hij zegt. Holly stuurt een generaal van het leger op J.R. af die hem duidelijk maakt dat de contracten met het leger niet verbroken worden. J.R. nodigt Holly uit op zijn kantoor laat en maakt haar duidelijk dat ze zoiets niet meer moet proberen. Hij dwingt haar om seks met hem te hebben. De volgende dag komt J.R. naar Holly's huis en zij ligt klaar in lingerie te wachten op hem. Hij denkt opnieuw met haar te kunnen vrijen, maar dan neemt ze een pistool en richt het op hem. Ze zegt dat ze met hem zal samenwerken omdat het niet anders kan, maar hij moet niet denken dat hij haar nog ooit één keer kan aanraken. Met de staart tussen zijn benen druipt J.R. af.
J.R. heeft samen met Walt Driscoll een plan bekokstoofd om illegaal olie te leveren aan Cuba en gebruikt daarvoor vaten van Harwood Oil die hij verkoopt aan 40 dollar per vat maar laat aan Holly zien dat het maar voor 20 dollar is, 14 dollar onder de marktwaarde. J.R. maakt haar wijs dat de olie naar Puerto Rico gegaan is en dat ondanks het feit dat hij onder de prijs verkocht heeft ze nog winst gemaakt hebben. Holly vertelt dit alles aan Bobby en die vraagt om hem opnieuw in te lichten als J.R. nog zoiets wil doen. J.R. wil nu een grote slag slaan en wil 1 miljoen vaten verkassen naar Cuba, de helft zijn vaten van Harwood maar Holly wil dit helemaal niet maar onder druk van J.R. besluit ze toch om toe te geven en licht Bobby in. Bobby kan verhinderen dat Walt Driscoll naar Puerto Rico vertrekt met geld om daar iemand om te kopen, maar de schepen zijn wel vertrokken. Omdat Walt niet kwam opdagen dacht zijn contactpersoon dat ze hem beetnamen en stuurde de Cubaan met de cheque voor 40 miljoen dollar terug naar Cuba zodat niemand betaald werd. J.R. vertelde Holly dat Bobby de reden was dat zij zoveel geld verloor en ze werd razend op Bobby, maar vergaf het hem. J.R. besloot om zelf naar Cuba te gaan om het geld te halen en Holly veranderde haar tactiek om J.R. uit haar leven te krijgen en werd weer vriendelijk tegen hem. Ze zocht ook Sue Ellen op en had een gesprek met haar over J.R. waarin Sue Ellen zei dat ze nu gelukkig was maar nooit ontrouw zou vergeven. Holly verleidde J.R. en liet lippenstift na op de kraag van zijn hemd. Ze sprak opnieuw met Sue Ellen af en vertelde dat ze een verhouding had en dat ze zich schuldig voelde, als ze haar niet geloofde moest ze zijn wit hemd maar controleren. Sue Ellen deed dit en dacht dat J.R. haar weer verraden had tot ze met Bobby sprak die zei dat Holly J.R. verachtte en alles zou doen om hem uit haar leven te krijgen. Sue Ellen was blij en ging naar Holly om haar de les te lezen. Nadat J.R. het geld terug had wilde Holly dit bij haar vieren. Ze belde ook Sue Ellen op om met haar eigen ogen te zien wat J.R. deed. Sue Ellen betrapte hen in bed maar ging weer weg. Ze raakte weer aan de drank en in een dronken bui wilde ze weg van Southfork. Ze stapte in de auto van J.R. en Mickey Trotter stapte in om haar tegen te houden, maar van zodra ze op de grote weg kwam werd ze aangereden. Sue Ellen kwam er met wat schrammen van af maar Mickey lag in coma. Bobby vertelde alles aan Holly die zich schuldig voelde, ze dacht dat Sue Ellen een scène zou maken in plaats van muisstil te vertrekken. J.R. wilde nu weg bij Harwood voor 20 miljoen maar Holly wilde dat niet in één keer betalen omdat J.R. Bobby zo zou verslaan in de strijd om Ewing Oil. J.R. zet Holly echter onder druk om toch te betalen.